# Tennis de table aux Jeux olympiques d'été de 1996
Pour un article plus général, voir Tennis de table aux Jeux olympiques.
Navigation
Barcelone 1992 Sydney 2000
Les épreuves de tennis de table aux Jeux olympiques de 1996 d'Atlanta sont au nombre de quatre : simple hommes, simple femmes, double hommes et double femmes.
La chine remporte huit des douze médailles, dont les quatre titres.

## Tableau des médailles
| Rang | Nation         | Or | Argent | Bronze | Total |
| ---- | -------------- | -- | ------ | ------ | ----- |
| 1    | Chine          | 4  | 3      | 1      | 8     |
| 2    | Taipei chinois | 0  | 1      | 0      | 1     |
| 3    | Corée du Sud   | 0  | 0      | 2      | 2     |
| 4    | Allemagne      | 0  | 0      | 1      | 1     |

## Podiums
| Épreuve          | Or                        | Argent               | Bronze                     |
| ---------------- | ------------------------- | -------------------- | -------------------------- |
| Simple messieurs | Liu Guoliang              | Wang Tao             | Jörg Rosskopf              |
| Simple dames     | Deng Yaping               | Chen Jing            | Qiao Hong                  |
| Double messieurs | Liu Guoliang Kong Linghui | Lu Lin Wang Tao      | Chul Seung Lee Yoo Nam-kyu |
| Double dames     | Deng Yaping Qiao Hong     | Liu Wei Qiao Yunping | Park Hae-jung Ryu Ji-hae   |

## Controverse
Lors de la finale dames opposant la chinoise Deng Yaping et la représentante de Taïpei Chen Jing, des spectateurs brandissant un drapeau de Taïpei ont été arrêtés par la police, le drapeau étant interdit lors des jeux olympiques.